# Casagrande (telenovela)
Casagrande es una telenovela chilena producida y emitida por Universidad Católica de Chile Televisión durante el segundo semestre de 1981. 
Fue dirigida por Ricardo de la Fuente y Eugenio Guzmán. El guion estaba basado en "Vivir sin amor" de la argentina Alma Bressan. La adaptación estuvo a cargo de Néstor Castagno.

## Argumento
La historia tiene como punto central una casona en que se da lugar a las distintas historias. La dueña de la casa, Raquel (Virginia Fischer), pierde su fortuna y convierte el enorme edificio donde vive con su hermano Raúl (Eduardo Baldani) en una pensión. En el lugar vive Silvia (Myriam Pérez), una viuda embarazada; la estudiante de medicina Renata (Schlomit Baytelman), recién egresada; Federico, estudiante de Arquitectura sin fortuna en sus estudios (Eduardo Barril), el periodista Jaime (Jaime Azocar), la oficinista Irene (Diana Sanz), los hermanos Claudio (John Knuckey) y Sergio (James Phillips), el jubilado Gabriel (Rubén Sotoconil), Susana (Soledad Pérez), una aspirante a actriz y Corina (Cora Díaz), la empleada de la casa.
De este modo las historias se irán entrelazando y tejiendo las relaciones de los distintos habitantes de la casa.

## Elenco
- Sergio Aguirre como Gustavo Martínez
- Luis Alarcón como Humberto Martínez.
- Maricarmen Arrigorriaga como Inés Martínez.
- Shlomit Baytelman como Renata Fernández.
- Jaime Azócar como Jaime Lozano.
- Eduardo Baldani como Raúl Méndez
- Eduardo Barril como Federico Lezano.
- Peggy Cordero como Isabel Roldán.
- Mónica Carrasco como Tina.
- John Knuckey como Claudio.
- Cristo Cucumides como Salazar.
- Cora Díaz	como Corina.
- Virginia Fischer como Raquel Méndez
- Anita Klesky como Laura.
- Fernando Kliche como Erick
- Miriam Pérez como Silvia.
- Soledad Pérez como Susana.
- Cecilia Cucurella como Leonor.
- Jaime Phillips como Sergio.
- Gloria Ramírez como Marisa.
- Néstor Castagno como Francisco.
- Aníbal Reyna como Emilio.
- Diana Sanz como Irene.
- Rubén Sotoconil como Gabriel.
- Camila Pazols Adriazola como Daniela.
- Paloma Baytelman como Paloma.
- Bastián Bodenhöfer como Ignacio

## Retransmisión
- Telenovela retransmitida en una oportunidad: entre julio y noviembre de 1986, en el horario de las 18:00.